# Clara Maass
Pour les articles homonymes, voir Maass.
Clara Louise Maass (28 juin 1876 – 24 août 1901) est une infirmière américaine, morte après avoir été volontairement piquée par un moustique infecté par la fièvre jaune, dans le cadre d'expériences sur la maladie,,.

## Enfance
Clara Maass est née à East Orange (New Jersey), d'immigrants allemands, Hedwig et Robert Maass. Elle est l'aînée des dix enfants de cette famille de pieux luthériens.
En 1895, elle devient l'une des premières diplômées de l'École de formation de l'hôpital allemand Christina Trefz de Newark. Trois ans plus tard, elle est promue infirmière en chef, pour son travail acharné et son dévouement à son métier.

## Service dans l'armée
En avril 1898, pendant la guerre hispano-américaine, Maass devient infirmière bénévole pour l'armée des États-Unis (le département médical n'existant pas encore). Elle sert dans le 7e corps d'armée américain du 1er octobre 1898 au 5 février 1899, à Jacksonville (Floride), Savannah (Géorgie) et Santiago de Cuba (Cuba). Elle est démobilisée en 1899 mais s'engage avec le 8e corps d'armée américain, qui sert aux Philippines, de novembre 1899 au printemps 1900.
Au cours de son service militaire, elle voit peu de blessés à la suite du combat. Néanmoins, elle soigne les soldats souffrant de maladies infectieuses comme la typhoïde, le paludisme, la dengue et la fièvre jaune. Elle contracte la dengue à Manille et est renvoyée aux États-Unis.

## Études sur la fièvre jaune
Peu de temps après la fin de sa deuxième mission avec l'armée, Maass est de retour à Cuba, convoquée par William C. Gorgas qui travaille à la Commission sur la Fièvre jaune de l'armée américaine. La commission, dirigée par le major Walter Reed, a été établie après-guerre pour étudier la fièvre jaune, qui fut endémique dans les rangs de l'armée américaine à Cuba. L'un des objectifs de la commission est de déterminer comment la maladie est transmise : par la piqûre des moustiques ou par contact avec les objets contaminés.
La commission recrute des sujets humains car ils ne connaissent aucun animal pouvant contracter la fièvre jaune. C'est le premier cas connu de consentement éclairé pour des expérimentations humaines où les bénévoles savent que leur participation à l'étude peut les tuer. Pour les inciter, chaque bénévole est payé 100 $ américains (environ 3 000 $ actuels) avec un complément de 100 $ si le volontaire tombe malade.
En mars 1901, Maass se porte volontaire pour être piquée par un moustique de l'espèce Culex fasciata (maintenant appelé Aedes aegypti) qui a été nourri précédemment sur des malades de la fièvre jaune. Elle contracte une forme légère de la maladie qui guérit rapidement. À ce moment-là, les chercheurs ont la certitude que les moustiques sont la voie de transmission, mais aucune preuve scientifique n'existe car certains volontaires piqués par les moustiques restent en bonne santé. Maass continue de participer aux expériences.

## Mort
Le 14 août 1901, Clara Maass accepte d'être piquée une deuxième fois par un moustique infecté. Les chercheurs veulent prouver que la première infection est suffisante pour immuniser le patient contre la maladie. Malheureusement, ce n'est pas le cas. Elle tombe gravement malade le 18 août et décède le 24. Sa mort soulève un tollé dans l'opinion publique et met fin aux expériences sur les humains.
Clara Maass est enterrée dans le Colon Cemetery de La Havane avec les honneurs militaires. Son corps est déplacé au Cimetière de Farmount à Newark (New Jersey) le 20 février 1902.

## Héritage

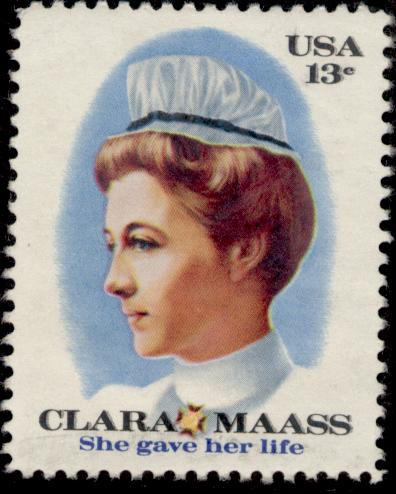
Timbre-poste américain à13¢ en l'honneur de Maass. La légende dit : « Elle a donné sa vie ».

- En 1951, pour le 50e anniversaire de sa mort, Cuba émet un timbre en son honneur.
- Le 19 juin 1952, l'hôpital allemand de Newark (qui a depuis déménagé à Belleville, New Jersey) est renommé le Clara Maass Memorial Hospital puis le Clara Maass Medical Center[6].
- En 1976, pour le 100e anniversaire de sa naissance, la poste américaine émet un timbre commémoratif de 13¢[7].
- La même année, l'American Nurses association l'intronise dans son Hall of Fame[8].
- Le calendrier des saints de l'Église luthérienne honore Maass et l’infirmière britannique Florence Nightingale le 13 août en tant que « Renewer of Society ».